# Медаль «Кадетских корпусов»

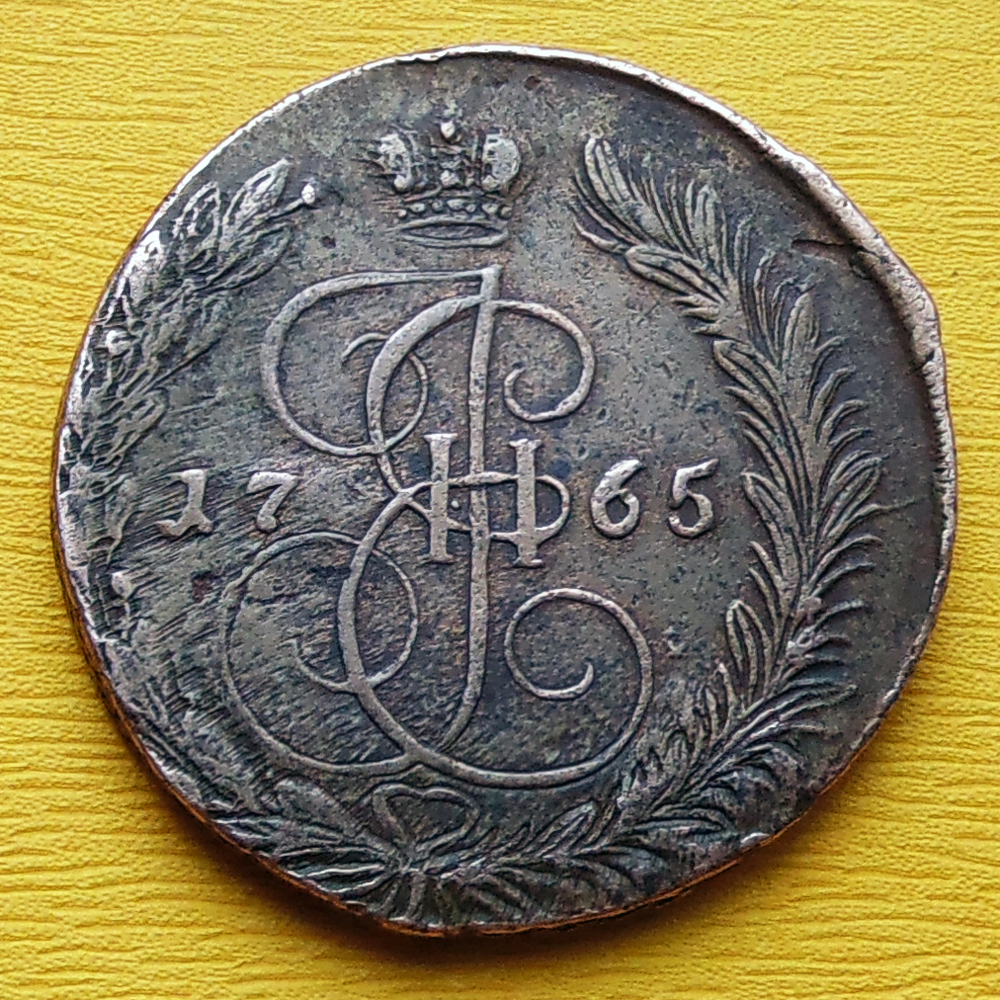
Вензель Екатерины II на монете («пятак») 1765 год.

Медаль «Кадетских корпусов» — медаль Российской империи.

## История
Медаль учреждена Екатериной II в 1764 году. Медаль была учреждена с целью стимулирования учащихся за успехи в учёбе. Медалью награждались лучшие кадеты по успеваемости и дисциплине. Отметка о награждении медалью заносилась в формулярный офицерский список. Существовало два типа медалей:
- настольные;
- для ношения.

Медаль имела три степени:
- «Успевающему» — успевающему в науках и в поведении;
- «Достигающему»;
- «Достигшему» — требуемого уровня в науках и поведении[1].

Медаль была выполнена из золочённого серебра. На медали изображён вензель имени Екатерины II. Медаль носили на цепочке в петлице мундира.